# Мітлиця велетенська
Мітлиця велетенська (Agrostis gigantea Roth) — вид рослин з роду мітлиця (Agrostis) родини тонконогових (Poaceae).

## Загальна біоморфологічна характеристика

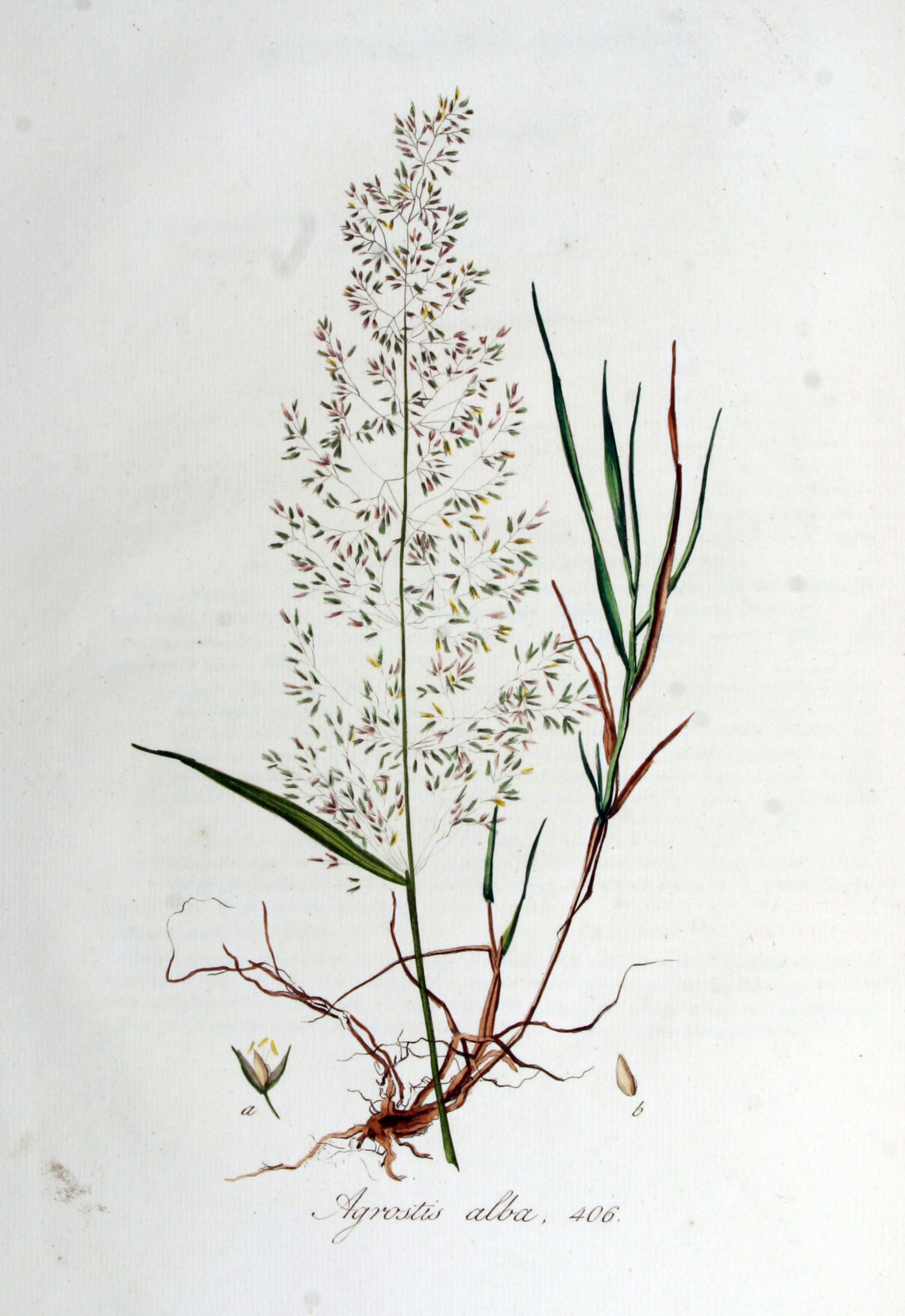
Ілюстрація мітлиці велетенської у книзі Яна Копса «Flora Batava», Volume 6 (1832)

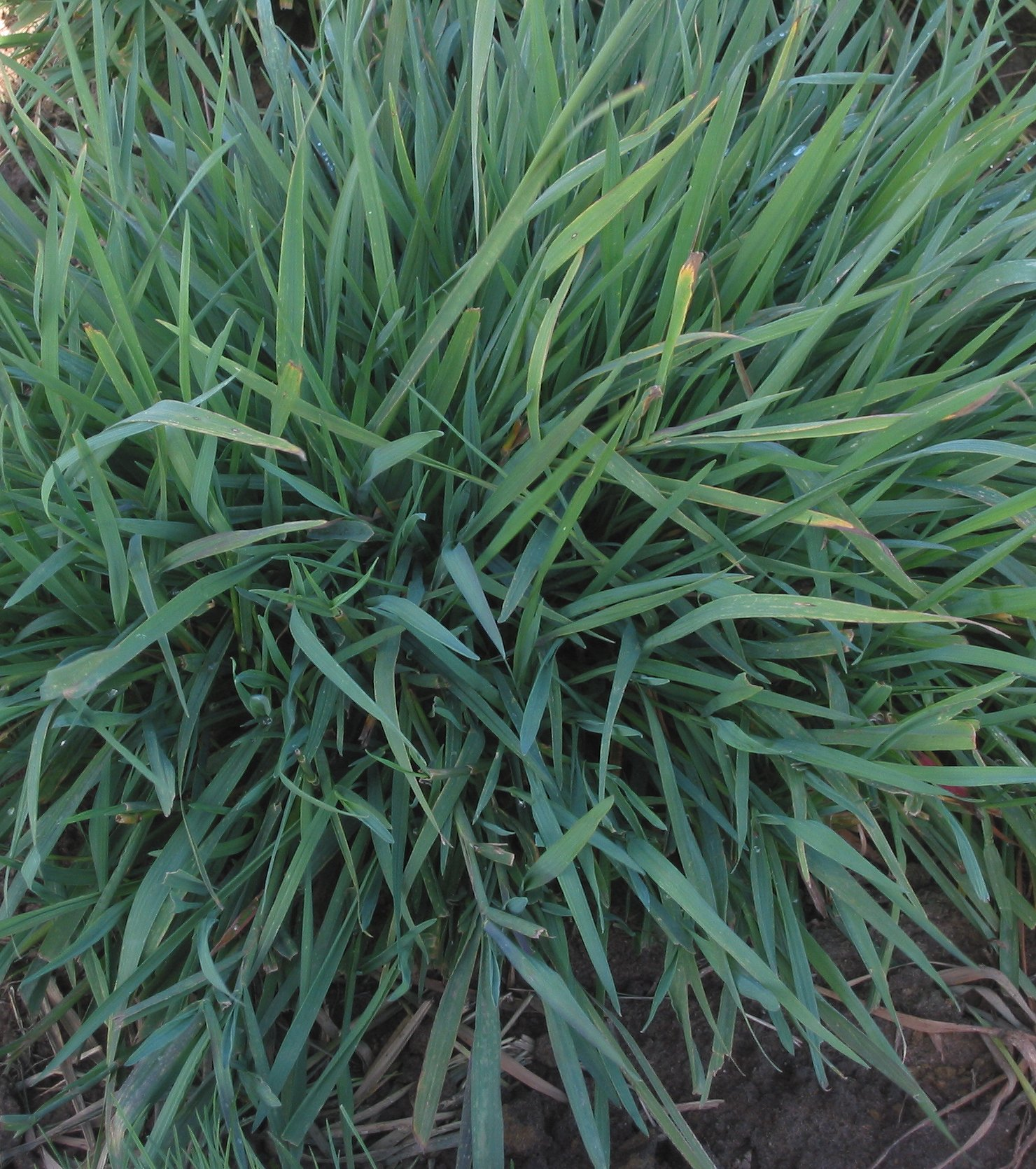

Кореневищний багаторічник. Кореневища з підземними пагонами. Стебло прямовисне або висхідне, 30–120 см заввишки. Листя лінійно-ланцетні, зазвичай плоскі, 2–8 мм завширшки, шорсткі. Язичок 2–6 мм завдовжки, на верхівці розщеплений. Волоть 7–20 см завдовжки, пухка, після цвітіння стиснута, з догори спрямованими гілочками. Колоски буро-фіолетові або зеленуваті. Колоскові луски загострені, по кілю шорсткі. Нижня квіткова луска без ості або дуже рідко з коротенькою, легко відпадним остюком, верхня значно коротша за нижню. Пиляки 1–1,5 мм завдовжки. Рослина зелена. Цвіте у червні-липні, плодоносить у липні-серпні.
Число хромосом: 28.

## Поширення

### Природнийареал
- Азія
  - Західна Азія: Афганістан; Іран; Ірак; Туреччина
  - Кавказ: Вірменія; Азербайджан; Грузія; Російська Федерація — Передкавказзя, Дагестан
  - Сибір: Росія — Алтайський край, Бурятія, Чита, Республіка Алтай, Іркутська область, Кемеровська область, Красноярський край, Курганська область, Новосибірська область, Омська область, Томська область, Тува, Тюменська область, Республіка Саха
  - Середня Азія: Казахстан; Киргизстан; Таджикистан; Туркменистан; Узбекистан
  - Монголія
  - Далекий Схід Росії: Росія — Амурська область, Камчатська область, Хабаровський край, Магаданська область, Приморський край, Сахалінська область
  - Китай: Китай — Аньхой, Ганьсу, Хебей, Хейлунцзян, Хенань, Хубей, Цзянсу, Цзянсі, Цзілінь, Ляонін, Внутрішня Монголія, Нінся, Цинхай, Шеньсі, Шаньдун, Шаньсі, Сичуань, Синьцзян, Юньнань, Чжецзян
  - Східна Азія: Корея
- Тропічна Азія
  - Індійський субконтинент: Індія; Непал; Пакистан
- Європа
  - Північна Європа: Данія; Фінляндія; Ірландія; Норвегія; Швеція; Об'єднане Королівство
  - Середня Європа: Австрія; Бельгія; Чехія; Німеччина; Угорщина; Нідерланди; Польща; Словаччина; Швейцарія
  - Східна Європа: Білорусь; Естонія; Латвія; Литва; Молдова; Російська Федерація — Європейська частина; Україна (вкл. Крим)
  - Південно-Східна Європа: Албанія; Болгарія; Хорватія; Італія; Румунія; Словенія
  - Південно-Західна Європа: Франція

### Натуралізація
- Австралія
- Нова Зеландія
- Південна Америка
  - Чилі

### Культивування
- Європа
- США

## Екологія
Мешкає на луках, прирічкових пісках, галечниках, лісових галявинах, в розріджених лісах, серед чагарників біля доріг, сирих луках і покладах, лугових болотах, берегах водойм, приморських засолених луках, на полях і плантаціях сільськогосподарських культур, до верхнього поясу гір. Звичайна рослина на вологих трав'янистих місцях.

## Господарське значення
Зрідка зустрічається як бур'ян в посівах озимих зернових, частіше в житі, на городах, в садах, в посівах багаторічних трав і як рудеральна в населених пунктах. Переважно в лісовій зоні, південніше втрачає своє значення бур'яну і в посівах не зустрічається.
Основні заходи боротьби: правильна система обробітку ґрунту в багатопільній сівозміні із застосуванням чистих і зайнятих парів; очищення насіннєвого матеріалу.